# Polyclathra cucumerina
Polyclathra cucumerina är en gurkväxtart som beskrevs av Antonio Bertoloni. Polyclathra cucumerina ingår i släktet Polyclathra och familjen gurkväxter. Inga underarter finns listade i Catalogue of Life.

## Bildgalleri

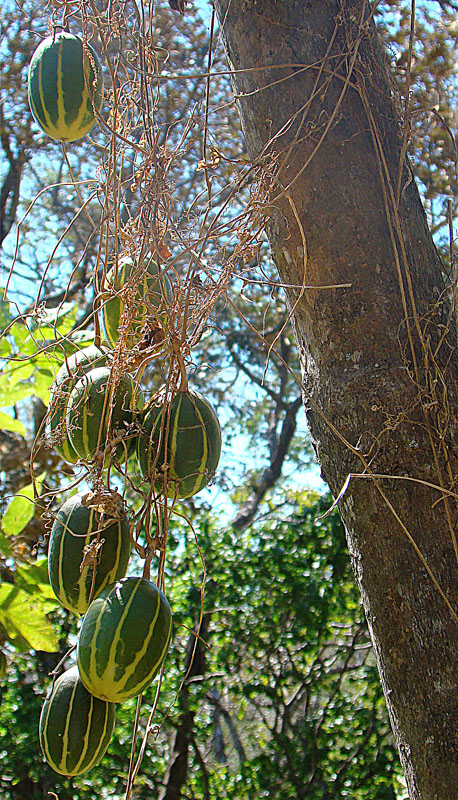